# Иностранец (фильм, 2012)
«Иностранец» (болг. Чужденецът) — болгарский кинофильм 2012 года.

## Сюжет
Это очень нетипичная и немного абсурдная романтическая комедия рассказывает о том, как молодой француз Жерар (Любомир Ковачев), прибыл в Болгарию в служебную командировку и влюбился в болгарскую крестьянку Магдалену в исполнении Сани Борисовой. Он покинул Францию, и не зная местных обычаев и языка, отправился на поиски своей возлюбленной в горы Болгарии, в живописную деревушку, горячий нрав жителей которой далёк от цивилизованного. Ники Илиев показывает приёмы кунг-фу, вино льётся рекой, но никто не спешит помочь чужаку в поисках Магдалены. Захватывающее столкновение культур и череда комических ситуаций, вызванная появлением француза в деревне, перепутала судьбы нескольких семей, включая и его собственную, находящуюся во Франции.
Ламберт играет отца главного героя, Винсента, оставившего свою семью ради молодой женщины. Таким образом, родитель и его преемник, которые до сих пор были совершенно чужды друг другу, сходятся вместе на почве повседневных страстей и страданий, между ними опять возникает потерянное взаимопонимание. И вот болгарин Златан уже куролесит во Франции, подпаивая мать Жерара под зажигательные фольклорные мотивы и ностальгическую музыку 1970-х годов…

## В ролях
- Ники Илиев —  Калин
- Любомир Koвачев —  Жерар
- Саня Борисова —  Магдалена
- Кристоф Ламбер —  отец Жерара, Винсент
- Валентин Гошев —  Златан
- Элен Колева —  Стоянка
- Катрин Готье —  Элизабет

## Награды
В 2012 году фильм получил награды на фестивалях:
- Golden Rose audience award 2012;
- Film Festival of Manhattan 2012 — Best Global Narrative;
- LA Comedy Fest 2012 — Best Feature Film.

## Интересные факты
- Идея фильма родилась в 2010 г., как тема дипломной работы Ники Илиева для Нового болгарского университета, по специальности режиссура. Он написал 30-минутную историю француза Жерара, который влюбляется в крестьянку Магдалену и попадает в нелепые ситуации из-за этой истории. Вместе со своей подругой Саней Борисовой, Ники выбирает места для съёмок, костюмы и грим. Съёмки короткометражного фильма проходили в Софии и деревне Лештен в течение шести дней июня 2010 года. В декабре того же года состоялась официальная премьера короткометражного фильма «Человек за пределами города».

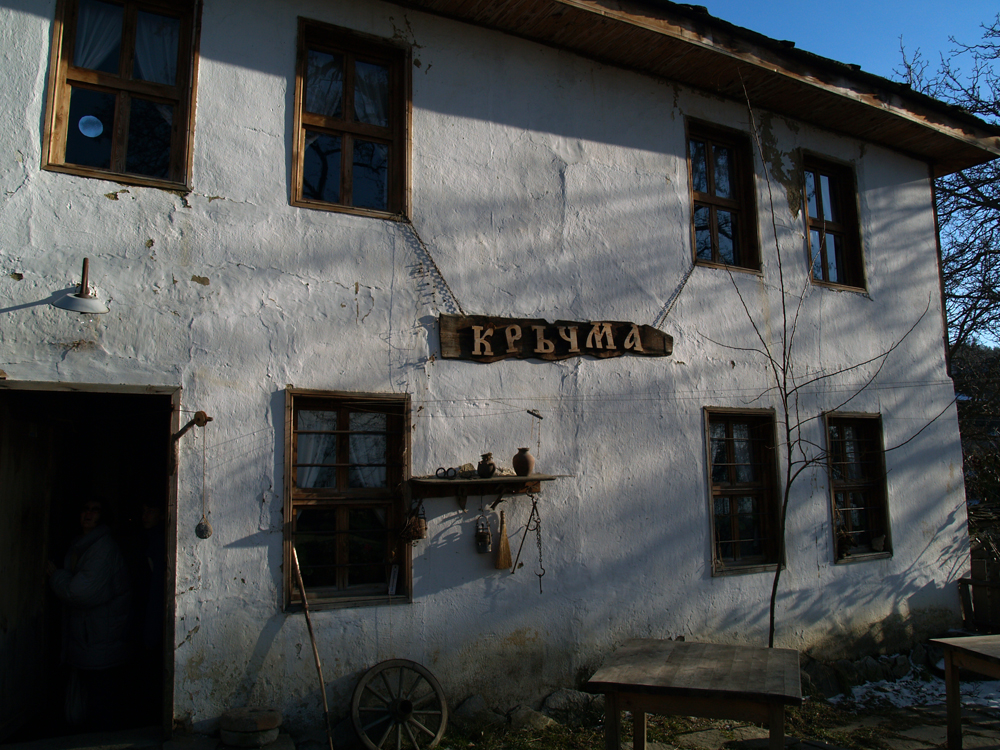

- В начале 2011 г. Ники Илиев отправляется на поиски спонсоров. После того, как был неожиданно был получен положительный ответ от Кристофа Ламберта (как исполнителя роли отца Жерара), появилось большое количество спонсоров и привлечённых средств стало достаточно для запуска активного производства. Фильм был полностью финансирован за счёт частных компаний, в том числе, McDonald`s, Sopharma, Armlogis, CSIF и многих других.
- Стрессовые моменты съёмок связаны с поиском актрисы, играющей мать главного героя. Изначально роль была предложена Сильвии Вартан, но актриса отказалась от роли за две недели до съёмок. Ники начал искать подходящую актрису по фотографии в Интернете. Хотя было ещё несколько претенденток, ему идеально подошла французская актриса Катрин Готье для этой роли.
- Очень приятным сюрпризом для Ники Илиева оказалось работать с французской звездой Кристофером Ламбертом. Он появился на съёмочной площадке с прекрасным знанием текста своей роли, выполнял все поставленные задачи безупречно и давал начинающему режиссёру много полезных советов. Кроме того, болгарская команда была польщена отношением актёра, лишённого высокомерия и собственного превосходства над молодыми кинематографистами, учитывая небольшие масштабы производства. Для сравнения, предыдущий фильм, в котором принял участие Ламбер («Призрачный гонщик 2»), имел персонал состоящий из 600 человек[2].
- Фильм снимался в Болгарии и во Франции, на окраине Парижа. Некоторые сцены снимались в греческих Кавале и Салониках. Съёмочный процесс фильма начался в середине мая 2011 г. Проходил он трудно, потому что команда была небольшая и каждый объединял в себе несколько функций. В Болгарии сниматься было проще, но во время съёмок во Франции, в дополнение к материально-техническим трудностям, связанным с толпами туристов на Елисейских полях, площади Согласия, подножия Эйфелевой башни и крыльце церкви Сакре-Кер, съёмочная группа должна была бороться с подозрительным отношением местных властей и налоговых служб[3].

## Даты премьер
- Болгария — 14 марта 2012